# Weimar denkt
Weimar denkt ist ein philosophisches Festival des Kollegs Friedrich Nietzsche der Klassik Stiftung Weimar, das seit 2009 biennal im Sommer ausgetragen wird. Institutionell gilt es als Beitrag des Nietzsche-Kollegs zum umfangreichen Veranstaltungsprogramm der Klassik Stiftung im Rahmen des Goethe-Geburtstags am 28. August. In Art und Ausrichtung erinnert Weimar denkt an die einstige Salonkultur („Der Salon diente dem freien Ideenaustausch, ungeachtet der Schranken von Klasse und Geschlecht, und förderte die Aufklärung.“):
»Weimar denkt« fortzusetzen und zu etablieren, ist angesichts allgegenwärtigen Mangels an geistiger Forderung eine notwendige Entscheidung, um nicht weiter den Kontakt zum Wesentlichen zu verlieren. Mit Vorträgen, Impulsreferaten und offenen Diskussionsrunden soll der Versuch unternommen werden, paternalistische oder hierarchische Strukturen aufzuweichen und sich, fern von Credit Points und akademischen Einengungen, neu dem Philosophieren zuzuwenden.
Ein Prinzip, das »Weimar denkt« fortan tragen soll und einen beständigen Prozess darstellt, ist gleichermaßen, jeglichem Anti-Intellektualismus die immanente Angst vorm Nichtverstehen zu nehmen, Mut zum Hinterfragen zu geben und schließlich Lust am selbstständigen Nachlesen, Nachforschen, Nachdenken zu machen.
Damit dies gelingt, soll besonders mit dem elitären Gestus von Hochkultur gebrochen werden. Verwandten Erscheinungen wie „Ikonenmaniaque“ oder auch der Praxis reiner Musealisierung von Kunstwerken soll kritisch entgegengearbeitet werden. Ein Anspruch, der pikanterweise mit der eigenen institutionellen Zugehörigkeit kollidiert und die umstrittene Stellung des Nietzsche-Kollegs innerhalb der Klassik Stiftung unterstreicht.
Grundlegend stellt sich Weimar denkt dem Problem, „ob die Philosophie in abstrakten Diskursen und auf verwinkelten Wegen den Menschen vergessen hat oder es der Mensch selbst war, der das Staunen, Hinterfragen und Entdecken verlernt hat.“ Zur Eigenart des Festivals gehört die reflexive Auseinandersetzung mit den eigenen Formen und Inhalten, die als etwas Prozesshaftes aufgefasst werden und beständig weiterentwickelt werden sollen. Sowohl die Veranstaltungsorte als auch die Art der Beiträge gelten als eher ungewöhnlich. Während bei der Erstauflage von Weimar denkt noch die Vortragsform tonangebend war, wurde bei Weimar denkt II bereits mehr Wert auf eine gemeinsame Diskussionskultur gelegt. Die Form des gemeinsamen Denkens und Kommunizierens zwischen den Fellows des Nietzsche-Kollegs (Philosophen, Kulturwissenschaftler und Künstler) und den beiwohnenden Gästen soll zukünftig dadurch gesichert werden, dass die Fellows ihre selbst gewählten Themen nur noch in einem 10- bis 15-minütigen Impulsreferat vorstellen und dann eher eine Moderationsrolle übernehmen.
Die etwa einstündigen Beiträge finden in unakademischen Lokalitäten, verstreut in der Innenstadt Weimars statt: in Cafés, Restaurants, Galerien, im Kino oder unter Tage in der Parkhöhle. Hierbei wird versucht, auf Rednerpulte und eingleisige Sender-Empfänger-Reden zu verzichten und stattdessen eine ungezwungene Atmosphäre auf Augenhöhe entstehen zu lassen, indem die Sprache auf ein notwendiges Minimum an wissenschaftlichem Vokabular reduziert wird:
Das philosophische Festival Weimar denkt nimmt Wissenschaft im Allgemeinen und Philosophie im Besonderen in die Pflicht, aus inneren Zirkeln auszubrechen und stattdessen in die Gesellschaft hineinzuwirken. Die Fellows […], selbst auf Grenzgebieten der einzelnen Kulturwissenschaften unterwegs, könnten als Boten zwischen Wissenschaft und Bürgertum fungieren. Um sich von akademischen Verklausulierungen und persönlichen Eitelkeiten zu verabschieden, ist die Form einer offenen Diskussion notwendig. […] Gewissermaßen Schiller und Adorno verknüpfend und humanistische Bildungsideale mit kritischer Emanzipationsfähigkeit vereinend, soll Weimar denkt die Idee einer philosophisch-ästhetischen Erziehung zur Mündigkeit verkörpern.